# Lijst van Nederlandse familienamen eindigend op a
De Nederlandse familienamen eindigend op a hebben een diverse herkomst die terugvoert op woonplaats van de stamouder, voornaam van de stamouder, beroep van de stamouder of het herkomstgebied van de stamouder. Ze zijn ontstaan in zowel de noordelijke gebieden van Nederland als op een aantal eilanden van de Nederlandse Antillen en ook afkomstig van immigratie naar beide gebieden vanuit Spaanstalige of Portugeestalige gebieden.

## Herkomst
Een deel van de familienamen eindigend op a is afkomstig uit de noordelijke provincies (Groningen, Friesland en Drenthe) in Nederland en uit Oost-Friesland. Volgens een onderzoek van het P.J. Meertens Instituut, waar namen zijn opgeslagen die op een a eindigen, blijkt dat er nog een grote concentratie in de provincies Friesland, Groningen en Drenthe voorkomt. Ook elders in het land, onder andere in Amsterdam, Zeeland en Noord-Brabant waar veel mensen met een noordelijke afkomst zich hebben gevestigd, komen de namen in verschillende concentraties voor. 
Voor de verklaring wordt het meest gedacht aan de -a als Oudfries genitief meervoud-verbuiging. De naam Martena betekent dan 'van de Martens= (één) van degenen die bij Marten horen'.
Andere uitgangen die werden toegevoegd zijn: 
- -ma (bijvoorbeeld Hoeksema)
- -sma (bijvoorbeeld Riemersma)
- -inga (bijvoorbeeld Huizinga)
- -enga (bijvoorbeeld Musschenga)
- -stra (bijvoorbeeld Duinstra)
- -na (bijvoorbeeld Martena)
- -ra (bijvoorbeeld Algera)
- -da (bijvoorbeeld Menalda)
- -ia (bijvoorbeeld Winia)

Een aantal namen uit Noord Nederland zijn patroniemen of soms ook metroniemen: ze hebben een voornaam als eerste gedeelte, bijvoorbeeld Anninga (Anne) en Ydema (Yde). De namen op -stra zijn vaak van een geografische aanduiding afgeleid, zoals Veenstra via Veenster van het veen. Andere mogelijkheden zijn beroepen, zoals Stallinga (beroep stalhouder) en plaatsnamen, zoals Ferwerda (plaatsnaam Ferwert/Ferwerd). Enkele a-namen kunnen een joodse achtergrond hebben, waaronder in Friesland en Groningen de namen Broekema, Dri(e)lsma, Leefsma (Levi of Leib), Wallega (toponym "uit Walachië") en Woudstra.
Een aantal namen zijn metroniemen en soms ook patroniemen die oorspronkelijk zijn ontstaan in de Nederlandse Antillen en dan vooral in Aruba, Bonaire en Curaçao ontstaan en na emigratie ook naar Nederland en elders gekomen. Op de Antillen is bij invoering van de burgerlijke stand na afschaffing van de slavernij in 1863 de nadruk komen te liggen op metroniemen en zijn patroniemen in de minderheid. Vaak waren metroniemen ook al eerder meeverhuisd voordien in de familielijn en stonden geregistreerd in registers van de WIC of plantages of kerkregisters of patriciaatsregisters als zodanig. Het gaat om een voormoeder waarvan door de matrifocale samenlevingsvorm de familieverhoudingen tot uitdrukking kwamen. De focus was rondom de moeders en die voornaam werd in zijn geheel overgenomen als achternaam zonder verbuiging of toevoeging of tussenwoordje "van". Dit kwam ook doordat soms de vader niet bekend was, niet geregistreerd stond of deze het kind niet wilde of kon erkennen. Omdat de dominante religie op de eilanden katholiek was, zijn er veel voornamen die later een metroniem werden gegeven afkomstig uit de Spaans/Portugese talen terugvoerend naar het Latijn, vaak verwijzend naar een heilige. Soms zijn er ook vanuit het Nederlands en zelden van het Engels afkomstige meisjesnamen een metroniem geworden en enkelen zijn van Afrikaanse oorsprong (Ariketa en Jamanika en Suka).
Een derde groep die zowel voorkomt in Nederland als op de Nederlandse Antillen zijn namen eindigend op een -a afkomstig oorspronkelijk uit Spanje of Portugal. Deze namen zijn zowel patroniemen, metroniemen als terugvoerend op een beroep of een woonplaats van de voorouder. Door immigratie van Spaanstaligen en Portugeestaligen door de geschiedenis heen naar de Nederlandse Antillen en het Nederlandse vasteland zijn deze namen hier terechtgekomen.

## Oorsprong en vermenging
Onafhankelijk van de herkomst zijn los van elkaar er een aantal precies dezelfde metroniemen eindigend op een -a zowel in de Nederlandse noordelijke provincies als de Nederlandse Antillen ontstaan. Ook zijn er identieke metroniemen van Spaanstalige of Portugeestalige herkomst. Deze hebben dan dus geen genealogische verwantschap. Een aantal namen zijn vanaf het Nederlandse vasteland met emigratie naar de Nederlandse Caraibische eilanden verhuisd, zowel in vroeger eeuwen tot recent. Omgekeerd zijn er door emigratie van de Nederlandse Antillen naar het Nederlandse vasteland ook weer namen aldaar terechtgekomen. De immigratie van Spaanstaligen en Portugeestaligen heeft zowel in Nederland als de Nederlandse Antillen voor introductie van deze namen gezorgd.

## Alfabetische lijst

### A
- Aa, van der
- Aalsma
- Aardema
- Aartsma
- Abbema
- Abbenga
- Abbinga
- Abelina
- Abelsma
- Abenga
- Abma
- Ackema
- Adama
- Addinga
- Adelina
- Adema
- Adriana
- Adzema
- Aeilkema
- Afra
- Agata
- Agema
- Aikema
- Aitzema
- Akkeringa
- Akkerma
- Akkersma
- Aksema

- Albada
- Albarda
- Albeda
- Alberda
- Alberga
- Alberta
- Albertema
- Albertsma
- Albronda
- Aldersma
- Alegria
- Alema
- Algera
- Algra
- Alkema
- Alleda
- Allegra
- Allema
- Allersma
- Alma
- Alsema
- Alserda
- Alssema
- Alta

- Altena
- Altinga
- Alzerda
- Amalia
- Amama
- Amanda
- Amsenga
- Amsinga
- Anacieta
- Anastacia
- Anastasia
- Anastatia
- Andala
- Andela
- Andersma
- Andriesma
- Andringa
- Anema
- Angela
- Angelina
- Aninga
- Anita
- Anjema
- Ankringa
- Annega
- Annema
- Anninga
- Ansjeliena
- Antema
- Anthonica
- Antonia
- Antuma
- Apma
- Arabella
- Arema
- Arendsma

- Arensma
- Arentsma
- Ariketa
- Arkema
- Arselita
- Arsema
- Asinga
- Asma
- Atama
- Atema
- Atma
- Atsema
- Atsma
- Attema
- Attinga
- Atzema
- Augusta
- Augustina
- Aukema
- Ausema
- Ausma
- Autsema
- Auwema
- Auwerda

### B
- Baaima
- Baama
- Baanstra
- Baarda
- Baarsma
- Baayma
- Babtista
- Bajema
- Bakema
- Balkema
- Balentina
- Ballema
- Ballestra
- Balsma
- Balstra
- Balta
- Banda
- Bandringa
- Bandsema
- Bandsma
- Bandstra
- Banga
- Bangma
- Banninga
- Bansema
- Bansenga
- Banstra
- Bantega
- Bantema
- Baptista
- Bardega
- Barendsma
- Bargstra
- Baringa
- Barkema
- Barla
- Barma
- Barsema
- Bartlema
- Bartsma
- Bartstra
- Basstra
- Batema
- Batstra
- Baukema
- Bauma
- Bautista
- Bazegra
- Bearda
- Bedoya
- Beekema
- Beekma
- Beeksma
- Beerda
- Beersma
- Beerstra
- Beerta
- Beertema
- Beertsema
- Beertsma
- Beetsma
- Beetstra
- Beijma
- van Beijma
- Beilsma
- Beima
- Beinema
- Beintema
- Beista
- Beitsma
- Bekema
- Bekkema
- Belkega
- Belkerma
- Belksma
- Bellinga
- Benita
- Bennema

- Benima
- Bennenga
- Benninga
- Bentema
- Berga
- Bergama
- Bergema
- Bergsma
- Bergstra
- Berisha
- Bernabela
- Bernadina
- Bersma
- Beswerda
- Betonia
- Betsema
- Bettama
- Betzema
- Beukema
- Beukinga
- Beyma
- Bezema
- Bielsma
- Bierema
- Bierenga
- Bieringa
- Bierma
- Biersma
- Biesma
- Biesta
- Biewenga
- Biewinga
- Bijkersma
- Bijlenga
- Bijlsma
- Bijlstra
- Bijma
- Bijsma
- Bijstra
- Bilstra
- Biltsma
- Bindenga
- Bindinga
- Bingsma
- Binksma
- Binnema
- Binsma
- Birza
- Blanchina
- Blankena
- Blanksma
- Bleeksma
- Bleijenga
- Bleijenga
- Bleijinga
- Bleinsma
- Blesma
- Blessinga
- Blijstra
- Blinksma
- Bloema
- Bloemena
- Bloemsma
- Bloemstra
- Bloksma
- Blomsma
- Blonska
- Bocanegra
- Bodema
- Boekema
- Boelema
- Boelsma
- Boelstra
- Boensma
- Boenstra
- Boerema
- Boeringa

- Boerma
- Boersema
- Boersma
- Boerstra
- Boeyenga
- Boeysma
- Bogema
- Bogtstra
- Bokkema
- Bokkinga
- Bokma
- Boksma
- Bolkema
- Bollema
- Bomba
- Bombara
- Bombela
- Bombera
- Bombeta
- Bomboma
- Bombola
- Bonafacia
- Bonda
- Bonema
- Bonema
- Bonga
- Bonifacia
- Bonnema
- Bonninga
- Bonsema
- Bonsma
- Bonstra
- Bontjema
- Bontsema
- Booisma
- Boomsema
- Boomsma
- Boomstra
- Boonsma
- Boonstra
- Boorsma
- Bootsma
- Bootzema
- Bordenga
- Boringa
- Bornstra
- Boschga
- Boschma
- Bosga
- Bosgra
- Boska
- Boskma
- Bosma
- Bosscha
- Bossema
- Bossenga
- Bossina
- Bossinga
- Botenga
- Botha
- Botinga
- Botma
- Botstra
- Bottema
- Bottinga
- Boukema
- Bouma
- Bousema
- Bousma
- Boutisma
- Boutsema
- Boutsma
- Bouwma
- Bouwsema
- Bouwsma
- Bouwstra
- Bovenga
- Bovinga
- Boxma
- Braaksma

- Brakema
- Brama
- Brandinga
- Brandsema
- Brandsma
- Brantsma
- Brassinga
- Brattinga
- Breeksema
- Breeuwsma
- Bregieta
- Breitsma
- Brigitta
- Brilstra
- Brinkema
- Brinksma
- Brinxma
- Broekema
- Broeksema
- Broeksma
- Broersema
- Broersma
- Broksma
- Brokstra
- Brolsma
- Brommersma
- Bronda
- Brondsema
- Brongersma
- Bronkema
- Bronsema
- Brontsema
- Bruggema
- Bruinenga
- Bruininga
- Bruinja
- Bruinsma
- Bruna
- Brunia
- Bruulsema
- Bruursema
- Buffinga
- Buikema
- Buikstra
- Buirma
- Buisma
- Buitenga
- Buivenga
- Bullema
- Bullinga
- Bulstra
- Bultema
- Bultena
- Bultsma
- Bultstra
- Buma
- Buninga
- Bunnema
- Buntsma
- Burema
- Burenga
- Burgsma
- Burgstra
- Burmania
- Buruma
- Buurema
- Buurma
- Buursema
- Buursma
- Buurstra
- Buwalda
- Byma

### C
- Caena
- Cafiera
- Camelia
- Cammenga
- Camminga
- Camstra
- Candelaria
- Caëla
- Cammenga
- Camminga
- Camstra

- Canninga
- Cirksena
- Clarema

- Carolina
- Chaviara
- Chiabaria
- Christova
- Cicilia
- Clara
- Clemencia
- Clemensia
- Clementina
- Cleveringa
- Clotilda
- Colina
- Collumba
- Colomba
- Columba
- Copinga
- Coslinga

### D
- Dalinga
- Dallenga
- Dallinga
- Dalstra
- Damminga
- Damsma
- Damstra
- Dantuma
- Datema
- Deelsma
- Deelstra
- Deenstra
- Deinema
- Dekema
- Dekenga
- Dekinga
- Dekkema
- Dekkinga
- Delfsma

- Delfstra
- Denkema
- Derksema
- Diekema
- Diekstra
- Diepstra
- Dijkema
- Dijkenga
- Dijkinga
- Dijkma
- Dijksma
- Dijkstra
- Dikkema
- Dillema
- Djurrema
- Dobbenga
- Dobbinga
- Dobma
- Doddema

- Dokkuma
- Dolfsma
- Dolsma
- Dolstra
- Domna
- Donga
- Dongstra
- Donia
- Doorga
- Doringa
- Dotinga
- Douma
- Douna
- Dousma
- Douwenga
- Douwma
- Douwsma
- Douwstra
- Draaijsma

- Draaisma
- Draaistra
- Dragstra
- Dragtsma
- Dragtstra
- Draisma
- Drielsma
- Drilsma
- Drollenga
- Droogsma
- Dubblinga
- Duimstra
- Duinstra
- Duizendstra
- Duursema
- Duursma
- Duurtsema
- Dyksma
- Dykstra

### E
- Ebbinga
- Eckringa
- Edema
- Edinga
- Eedema
- Eekema
- Eekma
- Eelkema
- Eelssema
- Eemstra
- Eenkema
- Eenshuistra
- Eeringa
- Eeuwema
- Eijma

- Eijsinga
- Eijzenga
- Eikema
- Eisema
- Eisenga
- Eisinga
- Eisinga
- Eisma
- Eizenga
- Elema
- Elenga
- Elgersma
- Elgersma
- Elinga
- Elsenga

- Elsinga
- Elsma
- Elzema
- Elzenga
- Elzinga
- Endema
- Endstra
- Engelsma
- Engwerda
- Engwirda
- Ennema
- Ennenga
- Enninga
- Enuma
- Epema

- Eppenga
- Eppinga
- Erenga
- Eringa
- Ettema
- Eyma
- Eysenga
- Eysinga
- Eysma
- Eyzenga
- Eyzinga
- Ezinga

### F
- Falkena
- Feddema
- Feenema
- Feenstra
- Feeringa
- Feersma
- Feikema
- Feima
- Feitsma
- Fellinga
- Fenema
- Fenenga
- Fennema
- Fenstra

- Feringa
- Ferweda
- Ferwerda
- Fielstra
- Fierstra
- Fijlstra
- Fijma
- Finnema
- Flieringa
- Flietstra
- Flikkema
- Flokstra
- Fluitsma
- Fockema

- Foekema
- Fokkema
- Fokkena
- Fokma
- Fokstra
- Folbarda
- Folbeda
- Folkema
- Folkeringa
- Folkersma
- Folkertsma
- Folkringa
- Forma
- Formsma

- Frankema
- Frankena
- Fransema
- Freerkstra
- Fridsma
- Fridzema
- Friesema
- Frietema
- Friezema
- Frijda
- Froma

### G
- Gaaikema
- Gaastra
- Gabidia
- Gaijkema
- Gaikema
- Galama
- Galema
- Galjema
- Gankema
- Ganzinga
- Gatsma
- Gaykema
- Geerdsema
- Geerdzema
- Geersema
- Geersinga
- Geerssinga
- Geertruida

- Geertsema
- Geertsma
- Geldersma
- Gelsema
- Gerbranda
- Gercama
- Gerigoria
- Gerkema
- Gerlofsma
- Gerlsma
- Gerringa
- Gerritsma
- Gerzia
- Geukema
- Gielstra
- Gietema
- Gijsbertha
- Gjaltema
- Gjeltema
- Glastra

- Glazema
- Glinstra
- Goelema
- Goslinga
- Graafsma
- Graafstra
- Graanstra
- Graatsma
- Gracia
- Gramsma
- Gratama
- Grevinga
- Griepsma
- Griepstra
- Grijpdtra
- Grijpma
- Grijpsma
- Grimmenga

- Groefsema
- Groenema
- Groenia
- Groeninga
- Groensma
- Groesema
- Grondsma
- Grondstra
- Gropstra
- Grozema
- Gruisinga
- Gruizinga
- Grunstra
- Grypma
- Grypstra
- Guanica
- Gudema
- Guikema
- Guisberta

### H
- Haadsma
- Haagsma
- Haagsma
- Haaijema
- Haaima
- Haaisma
- Haaitsma
- Haakina
- Haakma
- Haaksema
- Haaksma
- Haalstra
- Haanstra
- Haarsma
- Haaxma
- Habbema
- Haersma
- Van Haersma
- Hafma
- Haga
- Haijema
- Haijema
- Haijenga
- Haijma
- Haijtema
- Haijtsma
- Haima
- Haisma
- Haitjema
- Haitsma
- Hajema
- Hakma
- Halbersma
- Halbertsma
- Halbesma
- Halkema
- Hallema
- Halma
- Halsema
- Hamersma
- Hammenga
- Hammersma
- Hamminga
- Hamringa
- Hamstra
- Hana
- Handema
- Hanema
- Hania
- Hannema
- Hansma
- Harenga
- Haringa
- Haringsma
- Harinxma
- Harkema
- Harmsma
- Harsema
- Harsma
- Harssema
- Harsta
- Harstra

- Harstra
- Hartsema
- Hartstra
- Hartzema
- Hasinga, van
- Hastra
- Hattinga
- Hatuma
- Hatumena
- Havenga
- Havinga
- Hayema
- Heddema
- Heegsma
- Heegstra
- Heemenga
- Heemstra
- Van Heemstra
- Heerema
- Heerenga
- Heeresma
- Heeringa
- Heerma
- Heeroma
- Heersema
- Heida
- Heidema
- Heidsma
- Heidstra
- Heijda
- Heijenga
- Heijlema
- Heijma
- Heikema
- Heininga
- Heinsma
- Heinstra
- Heistra
- Heitinga
- Hekkema
- Hekkinga
- Hekma
- Hekstra
- Hellema
- Helena
- Hellinga
- Helma
- Helmersma
- Helmsma
- Heloma
- Helwerda
- Hemmega
- Hemmema
- Hemmenga
- Hemminga
- Hemrika
- Hemstra
- Hendriksma
- Henrietta
- Hensema
- Henstra
- Hepkema
- Heratema
- Herbranda
- Herema

- Heringa
- Herrema
- Herresma
- Heslinga
- Hettema
- Hettenga
- Hettinga
- Hevinga
- Hibma
- Hiddema
- Hiddenga
- Hiddinga
- Hidma
- Hielema
- Hielkema
- Hielkema
- Hiemerda
- Hieminga
- Hiemstra
- Hijdra
- Hijenga
- Hijlkema
- Hijma
- Hijmersma
- Hijna
- Hilaria
- Hilenga
- Hilgena
- Hilgenga
- Hillenga
- Hillinga
- Hilstra
- Hilverda
- Hilwerda
- Hinkema
- Hittema
- Hobbema
- Hobma
- Hoeijtema
- Hoekema
- Hoekenga
- Hoeksema
- Hoeksma
- Hoekstra
- Hoekzema
- Hofma
- Hofstra
- Hogema
- Hoitema
- Hoitenga
- Hoitinga
- Hoitsema
- Hoitsma
- Hokwerda
- Holdinga
- Holema
- Holkema
- Hollema
- Hollenga
- Hollinga
- Holmersma
- Holtsema
- Holverda

- Holwarda
- Holwerda
- Homma
- Hommema
- Hommenga
- Homminga
- Homsma
- Hondema
- Hooghiemstra
- Hoogma
- Hoogstra
- Hooijenga
- Hooijsma
- Hooisma
- Hoolsema
- Hoonstra
- Hoornstra
- Hopma
- Hoppema
- Hoppinga
- Hora Adema
- Horenga
- Horensma
- Horinga
- Horkstra
- Hornstra
- Horringa
- Horstra
- Hotinga
- Hotsma
- Hottinga
- Houkema
- Houtema
- Houtsma
- Houtstra
- Hovenga
- Hovinga
- Hoytema
- Huijninga
- Huijsenga
- Huijsinga
- Huisinga
- Huisma
- Huistra
- Huitema
- Huitenga
- Huizenga
- Huizinga
- Hukema
- Hulsinga
- Hulzenga
- Hulzinga
- Humalda
- Huttema
- Huttenga
- Huttinga
- Hijlckama
- Hylkema
- Hyma

### I
- Idema
- Idserda
- Idsinga
- Idskema
- Idzenga
- Idzerda
- Idzinga
- Iedema
- Iepema
- Iepma

- Iepsma
- Iepstra
- IJbema
- IJdema
- IJedema
- IJlkema
- IJlstra
- IJnema
- IJntema
- IJpema

- IJpenga
- IJpma
- IJsinga
- IJska
- IJszenga
- IJtsema
- IJtsma
- IJzinga
- Immenga
- Imminga

- Ingenra
- Inia
- Inja
- Insenia
- Intema
- Inthiema
- Ipema
- Isabella
- Isenia
- Isidora
- Itsma
- Iwema

### J
- Jaarsma
- Jaasma
- Jacobsma
- Jaerla
- Jagersma
- Jakma
- Jama
- Jamanika
- Janga
- Jannenga
- Jansema
- Jansma
- Japenga
- Jarigsma
- Jedema
- Jeeninga
- Jelderda
- Jelgersma

- Jelkema
- Jellema
- Jellesma
- Jelluma
- Jelsma
- Jeltema
- Jenema
- Jeninga
- Jenninga
- Jensema
- Jensma
- Jepkema
- Jepma
- Jilderda
- Joekema
- Joha
- Johannesma

- Joldersma
- Joldertsma
- Jolsma
- Jongema
- Jongema
- Jongma
- Jongsma
- Jongstra
- Joostema
- Jorna
- Jorritsma
- Jorwerda
- Josefa
- Josefina
- Josepha
- Jouersma
- Joukema
- Jouksma
- Jousma
- Joustra

- Jouta
- Jouwersma
- Jouwsma
- Jubbema
- Jubbinga
- Juistenga
- Juistinga
- Jukkema
- Juliana
- Julsingha
- Jurma
- Jurrema
- Jurritsma
- Jutstra
- Juursema
- Juwinga

### K
- Kaastra
- Kainama
- Kalkema
- Kalkisima
- Kalksma
- Kalma
- Kalverda
- Kalverla
- Kamma
- Kammenga
- Kamminga
- Kampenga
- Kampinga
- Kampstra
- Kamsma
- Kamstra
- Kanninga
- Kapinga
- Kapma
- Kappinga
- Kasma
- Kaspersma
- Katsma
- Katstra
- Keegstra
- Keekstra
- Keesstra
- Keestra
- Keija
- Keimpema
- Keimpena
- Kema
- Kempinga
- Kerkstra

- Kerstma
- Ketema
- Keulstra
- Kiela
- Kielema
- Kielstra
- Kienstra
- Kiestra
- Kijlstra
- Kikstra
- Kimsma
- Kimstra
- Kingma
- Klasinga
- Klaveringa
- Klaversma
- Klazema
- Klazenga
- Kleefsma
- Kleinsma
- Kleinstra
- Kleisma
- Kleistra
- Kleiverda
- Kleveringa
- Klevringa
- Klijnsma
- Klijnstra
- Klimstra
- Kloetstra
- Klompsma
- Klompstra
- Kloosstra
- Kloostra

- Klootsema
- Klopma
- Klopstra
- Kluifstra
- Kluiwstra
- Kniepstra
- Knijpenga
- Knijpinga
- Knijpsta
- Knollema
- Knorringa
- Koelma
- Koelstra
- Koersma
- Koetstra
- Koezema
- Koksma
- Kolkema
- Kolkena
- Kooijenga
- Kooijinga
- Kooijstra
- Kooima
- Kooistra
- Koolma
- Koolstra
- Koonstra
- Koopsma
- Koopstra
- Koornstra
- Koorstra
- Koostra
- Kootstra
- Kooyenga

- Kooystra
- Kopenga
- Kopinga
- Korenstra
- Korringa
- Kortstra
- Kraaienga
- Kraaijema
- Kraaijema
- Kraaijenga
- Kraaijinga
- Kraaima
- Kraima
- Kroezenga
- Kroezinga
- Kroijenga
- Kromminga
- Kroodsma
- Krooijenga
- Kruisenga
- Kruisinga
- Kruizenga
- Kruizinga
- Kubbenga
- Kubbinga
- Kuikstra
- Kuilema
- Kuilma
- Kuindersma
- Kuizenga
- Kuizinga
- Kundersma
- Kuurstra
- Kylstra

### L
- Laadstra
- Laansma
- Laanstra
- Lambertina
- Lammersma
- Lamminga
- Lamsma
- Lamstra
- Landstra
- Langma
- Langstra
- Laninga
- Lankelma
- Lantema
- Lantinga
- Lara
- Laversma
- Leefsma
- Leegsma
- Leegstra
- Leeksma
- Leeninga
- Leensma

- Leenstra
- Leerstra
- Leeuwinga
- Leeuwma
- Lefferinga
- Leffertstra
- Leijsma
- Leijstra
- Leinenga
- Leininga
- Leisma
- Leistra
- Lemmersma
- Lemminga
- Lemsma
- Lemstra
- Lenstra
- Leonora
- Lepstra
- Letema
- Lettenga
- Lettinga

- Levenga
- Levinga
- Leysma
- Leystra
- Libbenga
- Libbinga
- Liberia
- Liekelema
- Liestra
- Lieuwma
- Liezenga
- Liezinga
- Lijkelema
- Lijklama
- Lijnema
- Lijzenga
- Lijzinga
- Lingsma
- Linstra
- Lisa
- Loddema
- Lodema
- Loijenga

- Lolkama
- Lolkema
- Lollinga
- Londema
- Loniata
- Looijenga
- Loonsma
- Loonstra
- Loopstra
- Lootstra
- Looxma
- Louisa
- Lousma
- Ludema
- Luersma
- Luimstra
- Luinstra
- Luurtsema
- Lycklama
- Lyklema

### M
- Makkinga
- Malda
- Mandema
- Mantinga
- Manuela
- Marchena
- Margarita
- Margherita
- Maria
- Marra
- Martena
- Martha
- Martina
- Mathilda
- Matla
- Mecima
- Meckema
- Medema
- Meedema
- Meekma
- Meerema
- Meerenga
- Meeringa
- Meersma
- Meerstra

- Meestra
- Meestringa
- Meetsma
- Meijma
- Meijnema
- Meilsma
- Meindersma
- Meindertsma
- Meinema
- Meinsma
- Meintema
- Meintsma
- Melinga
- Mellema
- Mellinga
- Memerda
- Menalda

- Menkema
- Mennega
- Mennenga
- Menninga
- Mensinga
- Menzinga
- Mercelina
- Mercera
- Merema
- Meringa
- Meruma
- Meulema
- Miedema
- Mienstra
- Minderaa
- Mindertsma
- Minkema
- Minnema
- Minnesma

- Miranda
- de Miranda
- Moesa
- Moeza
- Molema
- Mollema
- Mollinga
- Molnersma
- Mondria
- Moninka
- Monsma
- Montsma
- Moria
- Morrema
- Munniksma
- Munstra
- Muntinga
- Musschenga

### N
- Nadema
- Nammensma
- Namminga
- Nannenga
- Nanninga

- Napstra
- Nauta
- Nestra
- Nicaela
- Nicola
- Nieuwbeerta
- Niewsma

- Nolta
- Noorda
- Norda
- Nouta
- Nuininga

- Nuninga
- Nutma

### O
- Obbema
- Ocalia
- Ockema
- Ockinga
- Odinga
- Odulia
- Oedsma
- Oegema
- Oenema
- Offenga
- Offeringa
- Offinga

- Offringa
- Okkema
- Oldersma
- Olijnsma
- Olinga
- Oliveira
- Omta
- Onancia
- Ondersma
- Ongena
- Ongersma
- Oostema

- Oostenga
- Oosterga
- Oostinga
- Oostra
- Oppersma
- Ornia
- Ortega
- Osenga
- Osepa
- Osinga
- Ottema

- Ottenga
- Ottinga
- Oudega
- Ourensma
- Ousema
- Ouwinga
- Ozenga
- Ozinga
- Ozinga

### P
- Paanstra
- Padma
- Palijama
- Palma
- Palsma
- Palstra
- Pama
- Panstra
- Papa
- Papma
- Pasma
- Pasqua
- Paulina
- Paulusma
- Pausma
- Pauzenga
- Pebesma
- Peenstra
- Peeringa
- Peetsma
- Pekelsma
- Pekema
- Pelsma
- Pelstra
- Pena
- Pennema

- Penninga
- Pentenga
- Pentinga
- Pera
- Peringa
- Pertenga
- Petra
- Petrona
- Petrusma
- Petstra
- Pettinga
- Philippa
- Piebenga
- Piekema
- Piersma
- Pieternella
- Pietersma
- Pijpstra
- Pina
- Piternella
- Pitstra
- Plantema
- Plantenga
- Plantinga
- Plekkringa
- Plinsinga
- Ploegsma
- Ploegstra
- Poelma

- Poelsema
- Poelsma
- Poelstra
- Poetsema
- Poetsma
- Poldersma
- Pollema
- Polsema
- Polsma
- Polstra
- Pompstra
- Pomstra
- Poorta
- Poortema
- Poortenga
- Poortinga
- Poortstra
- Popkema
- Popma
- Poppema
- Poppinga
- Popta
- Porrenga

- Porringa
- Portema
- Portena
- Portinga
- Portma
- Posma
- Postema
- Posthuma
- Postiena
- Postma
- Postra
- Postuma
- Potma
- Potstra
- Pottinga
- Poutsma
- Praamsma
- Praamstra
- Prangsma
- Proemsma
- Propsma
- Propstra
- Pruiksma

### Q
- Quingasa

### R
- Raadersma
- Raadsma
- Radema
- Radersma
- Radsma
- Rafaela
- Ramkema
- Rasiarebaa
- Ratsema
- Ratsma
- Raukema
- Rauwerda
- Reenalda
- Reetra
- Reetraa
- Reidinga
- Reidsma
- Reigena
- Reijenga
- Reijinga
- Reina
- Reinalda
- Reindersma
- Reineta
- Reinilla
- Reininga
- Reinita
- Reinsma
- Reinstra
- Reintsema
- Reisma
- Reitema
- Reitsema
- Reitsma
- Reitzema
- Remmenga
- Remminga
- Remptema
- Renalda
- Renema
- Renia

- Renkema
- Rensema
- Rensma
- Rentema
- Renzema
- Retera
- Retra
- Retsema
- Retzema
- Reukema
- Reverda
- Reversma
- Rewiersma
- Reyenga
- Rhala
- Riddersma
- Riedstra
- Riegstra
- Rieksma
- Riemersma
- Riemsma
- Rienksma
- Riensema
- Rienstra
- Rientstra
- Riepema
- Riepma
- Riepstra
- Rietema
- Rietra
- Rietsema
- Rietstra
- Rifaela
- Rijnja
- Rijpema
- Rijpsma
- Rijterma

- Rijtma
- Rijzenga
- Rijzinga
- Rikkengaa
- Riksma
- Rillema
- Rindertsma
- Ringersma
- Ringia
- Ringma
- Ringnalda
- Ringsma
- Rinkema
- Rinksma
- Rinsema
- Rinsema
- Rinsma
- Rinsma
- Rintjema
- Rinzema
- Ripperda
- Risselada
- Ritsema
- Ritsma
- Ritsma
- Rittersma
- Ritzema
- Roeda
- Roedema
- Roefstra
- Roelenga
- Roelfsema
- Roelfsma
- Roelfstra
- Roelfszema
- Roelfzema

- Roelinga
- Roelofsma
- Roelsma
- Roemersma
- Roersma
- Roggema
- Roijenga
- Roijinga
- Rollema
- Rolsma
- Romkema
- Ronda
- Rondema
- Rooda
- Roona
- Roorda
- Roosma
- Rosa
- Rosalia
- Rosema
- Rosinga
- Rotsma
- Roukama
- Roukema
- Rouwkema
- Rozema
- Rozenga
- Rozinga
- Ruitenga
- Ruitinga
- Runia
- Rurenga
- Ruringa
- Rustema
- Ruurda
- Ruwersma
- Rypkema
- Rypma

### S
- Saakstra
- Saeckma
- Salverda
- Sandstra
- Saneta
- Sanna
- Sannema
- Sanstra
- Santema
- Santinga
- Sappema
- Schaafsma
- Schaafstra
- Schaalma
- Schalema
- Schansema
- Schanssema
- Schanstra
- Scharmga
- Scharringa
- Schattinga
- Schavinga
- Scheemda
- Scheenstra
- Scheepsma
- Scheepstra
- Scheeringa
- Scheerstra
- Scheidema
- Schelfsma
- Schellinga
- Schelpinga
- Scheltema
- Scheltinga
- Schengenga
- Scheninga
- Schensema
- Scheringa
- Scherstra
- Schijfsma
- Schilstra
- Schingenga
- Schinginga
- Schipma
- Schipstra
- Schollema
- Scholma
- Schoolstra
- Schoorstra
- Schootstra
- Schorea
- Schotema
- Schoustra
- Schoutema
- Schouwstra
- Schra
- Schraa
- Schrama
- Schrijfsma
- Schrikkema
- Schripsema
- Schripsma
- Schuilenga
- Schuiringa
- Schuitema
- Schultinga
- Schurenga
- Schuringa
- Schuttinga
- Schuursma
- Schweringa
- Seba
- Seepma
- Seffinga
- Seijnstra

- Seinema
- Seinstra
- Sekema
- Selsma
- Sennema
- Seuninga
- Seunnenga
- Seunninga
- Sevensma
- Severina
- Sevinga
- Sibersma
- Sibma
- Sibranda
- Siccama
- Sickinga
- Siebenga
- Siebesma
- Siebinga
- Siebma
- Siedsma
- Siegersma
- Sielstra
- Siemensma
- Siemonsma
- Sienema
- Siennema
- Siepelinga
- Sieperda
- Sierdsema
- Sierdsma
- Sierksma
- Sierkstra
- Siersema
- Siersma
- Siertsema
- Sieswerda
- Sietinga
- Sietsema
- Sietsma
- Sietzema
- Siezenga
- Sigtema
- Sijbenga
- Sijbersma
- Sijbertsma
- Sijbesma
- Sijbinga
- Sijbranda
- Sijmensma
- Sijmonsma
- Sijnja
- Sijperda
- Sijpersma
- Sijsma
- Sijswerda
- Sijtema
- Sijtsema
- Sijtsinga
- Sijtsma
- Sijtstra
- Sijttema
- Sijtzema
- Sikkema
- Sikkenga
- Sikma
- Siksma
- Silva
- Silvania
- Simonsma
- Sina
- Singelsma
- Sinia
- Sinnama
- Sinnega

- Sinnema
- Sipkema
- Sipma
- Sipsma
- Sitenga
- Sixma
- Sjaarda
- Sjaardema
- Sjaerdema
- Sjearda
- Sjobbema
- Sjoerdsma
- Sjoerdstra
- Sjollema
- Sjoorda
- Sjoordema
- Sjoukema
- Skroorsma
- Slenema
- Slofstra
- Slootstra
- Slopsema
- Slopsma
- Slopstra
- Slotema
- Smedema
- Smedinga
- Smidstra
- Smilda
- Sminia
- Smitstra
- Snoekstra
- Soetenga
- Soetinga
- Sola
- Soleda
- Solckema
- Sonnega
- Sonnema
- Sonsma
- Soolsma
- Soorsma
- Spaanstra
- Spanninga
- Sparringa
- Speerstra
- Speulstra
- Spieksma
- Spiekstra
- Spienstra
- Spijksma
- Spijksma
- Spijkstra
- Spijkstra
- Spoelma
- Spoelstra
- Spriensma
- Sprietsma
- Staa
- Stallinga
- Stalma
- Stania
- Stapensea
- Stapersma
- Stastra
- Statema
- Stavenga
- Stavinga
- Stawenga
- Stedema
- Steegenga
- Steegstra
- Steeksma
- Steekstra
- Steensma

- Steenstra
- Steentsma
- Stegenga
- Steggerda
- Steginga
- Steigenga
- Steiginga
- Steigsama
- Steigstra
- Stellema
- Stellinga
- Stellingsma
- Stelma
- Stelpstra
- Stelstra
- Stenstra
- Steringa
- Sterringa
- Steursma
- Stiekema
- Stielstra
- Stiemsma
- Stiemstra
- Stienstra
- Stienstra
- Stiksma
- Stilma
- Stinstra
- Stoelenga
- Stoelinga
- Stoffelsma
- Stollenga
- Straatsma
- Strandstra
- Strankinga
- Streekstra
- Striensma
- Strijkstra
- Strijkstra
- Strikwerda
- Stroetenga
- Stroetinga
- Strooisma
- Stroosma
- Stropsma
- Struikema
- Struiksma
- Struikstra
- Stuivenga
- Stuivinga
- Stuursma
- Suidema
- Suisberta
- Suitela
- Suka
- Suringa
- Suurdsma
- Swaagstra
- Swama
- Swierenga
- Swieringa
- Swiersema
- Swierstra
- Sybenga
- Sybesma
- Sybranda
- Sytema
- Sytsema
- Sytsma
- Sytstra
- Sytzama
- Sytzema

### T
- Taberima
- Tacoma
- Tadema
- Taekema
- Takema
- Talma
- Talsma
- Talstra
- Tammenga
- Tamminga
- Tamsma
- Tania
- Tasma
- Teekema
- Teeninga
- Teensma
- Teenstra
- Teerenstra
- Teernstra
- Teertstra
- Teijema
- Teijma
- Teinsma
- Teitsma
- Tekelema
- Tekstra
- Telenga
- Tellinga
- Telstra
- Teppema
- Terenstra
- Teresa

- Ternstra
- Terpsma
- Terpstra
- Terwisga
- Terwisscha
- Thedinga
- Theodora
- Theresa
- Thijsma
- Tholema
- Thoma
- Tibbertsma
- Tibbesma
- Tibma
- Tiedema
- Tiekstra
- Tielsema
- Tiemensma
- Tiemersma
- Tiemstra
- Tienstra
- Tiersema
- Tiersma
- Tiesinga
- Tiesjema
- Tiesma
- Tietema
- Tietsma
- Tiezema
- Tijarderma
- Tijema
- Tijmensma
- Tijmersma

- Tijmstra
- Tijsma
- Tijtsma
- Tilkema
- Tillema
- Tilma
- Tilstra
- Timersma
- Timmenga
- Tinga
- Tippersma
- Tirnsa
- Titahena
- Tjaarda
- Tjaardstra
- Tjaberinga
- Tjabringa
- Tjaerda
- Tjallema
- Tjalma
- Tjalsma
- Tjeerdema
- Tjeerdsma
- Tjepkema
- Tjerkstra
- Tjipkema
- Togtema
- Tolsma
- Tolstra
- Tonnema
- Toolsema

- Toomstra
- Toonstra
- Toornstra
- Topma
- Toppinga
- Torenga
- Torensma
- Torenstra
- Torpstra
- Torrenga
- Torringa
- Touma
- Triemstra
- Troelstra
- Tsjallinga
- Tuinema
- Tuininga
- Tuinenga
- Tuinsma
- Tuinstra
- Tuizenga
- Tuma
- Turksema
- Turksma
- Turkstra
- Twerda
- Twijnstra
- Tyema
- Tymstra
- Tysma

### U
- Ubeda
- Udema
- Udenga
- Udinga

- Uildersma
- Uilkema
- Ukema
- Ukena

- Ulgersma
- Ullersma
- Unema
- Ungersma

- Uringa
- Uuldersma
- Uwema
- Uzima

### V
- Vaatstra
- Valentina
- Valkema
- Vallenga
- Vallinga
- Veelema
- Veenema
- Veeninga
- Veenma
- Veennema
- Veensma
- Veenstra
- Veersema
- Veersma
- Velda
- Veldema
- Veldsema
- Veldstra

- Velema
- Velinga
- Vellema
- Vellenga
- Vellinga
- Velsma
- Velstra
- Veltema
- Veltsema
- Veltstra
- Venema
- Veninga
- Vennema
- Venstra
- Veringa
- Ververda
- Victoria
- Viersma

- Vierstra
- Vijsma
- Vijverda
- Vijversma
- Vijverstra
- Virginia
- Vissinga
- Vitringa
- Vlagsma
- Vlasma
- Vlassinga
- Vlastra
- Vlietstra
- Voersma
- Voetstra
- Volbeda
- Volberda
- Vollema

- Vollenga
- Vollinga
- Voolstra
- Voorda
- Voorma
- Vossema
- Vostra
- Vriesema
- Vriesenga
- Vriesinga
- Vriesma
- Vriezema
- Vriezenga
- Vriezinga
- Vrijma
- Vuilma

### W
- Waaksma
- Waalkema
- Waarma
- Wafa
- Wagema
- Wagena
- Walda
- Walinga
- Wallega
- Wallema
- Wallinga
- Walma
- Walsma
- Walstra
- Walta
- Wanga
- Wansema
- Wapstra
- Warda
- Warringa
- Warta
- Wartena
- Wartna
- Wattimena
- Watzema
- Weda
- Wedda
- Wedema
- Wedzinga
- Weeda
- Weema
- Weemstra
- Weersinga
- Weersma
- Weerstra
- Weidema
- Weijdema

- Weijdema
- Weijma
- Weijtsema
- Weima
- Weistra
- Wekema
- Wellema
- Wereldsma
- Weringa
- Werkema
- Werksma
- Wesstra
- Westera
- Westerga
- Westinga
- Westra
- Wetsema
- Wetzinga
- Weynma
- Wiarda
- Wibalda
- Wibena
- Wiebenga
- Wiebinga
- Wiedema
- Wiegersma
- Wiekema
- Wiekstra
- Wielema
- Wielenga
- Wielinga
- Wielsma
- Wielstra
- Wienema
- Wienia
- Wienija
- Wienstra

- Wiepkema
- Wiepstra
- Wierda
- Wierdsma
- Wierema
- Wierenga
- Wieringa
- Wieringsma
- Wiersema
- Wiersinga
- Wiersma
- Wierstra
- Wiertsema
- Wiertzema
- Wietsema
- Wietsma
- Wigarda
- Wigersma
- Wiglema
- Wijbinga
- Wijckelsma
- Wijga
- Wijkenga
- Wijksma
- Wijkstra
- Wijma
- Wijmenga
- Wijminga
- Wijmstra
- Wijna
- Wijnalda
- Wijnenga
- Wijnia
- Wijninga
- Wijnja
- Wijnsema
- Wijnsma

- Wijnstra
- Wijpkema
- Wijsma
- Wijstma
- Wijtema
- Wijtsma
- Willemsma
- Wilpstra
- Wilstra
- Wina
- Windsma
- Winia
- Wiringa
- Wissema
- Wittema
- Wobbema
- Wobma
- Woddema
- Woelinga
- Wogma
- Wolda
- Woldenga
- Woldinga
- Wollinga
- Wolma
- Woltema
- Woltha
- Wouda
- Woudsma
- Woudstra
- Woustra
- Wubbema
- Wubbena
- Wynia
- Wytsma

### X
geen

### Y
- Ybema
- Ydema
- Yedema
- Yestra
- Yetsenga

- Yetsinga
- Ykema
- Ylstra
- Ynema

- Ynia
- Yntema
- Ypema
- Ypenga

- Ypinga
- Ypma
- Yska
- Ytsma

### Z
- Zaadstra
- Zaagsma
- Zaagstra
- Zagema
- Zahra
- Zalmstra
- Zanda
- Zandinga
- Zandstra
- Zanstra
- Zantema
- Zantinga
- Zara
- Zarkema
- Zeijlstra
- Zeilinga

- Zeilstra
- Zeinstra
- Zetsema
- Zetsma
- Zetstra
- Zevinga
- Zeylstra
- Zielstra
- Zielstra
- Zietsma
- Zigtema
- Zijlema
- Zijlema
- Zijlma

- Zijlstra
- Zijnstra
- Zijta
- Zilstra
- Zingstra
- Zittema
- Zoodsma
- Zoutema
- Zoutsma
- Zuidema
- Zuidenga
- Zuidersma
- Zuidinga
- Zuidstra
- Zuininga

- Zwaagstra
- Zwaanstra
- Zwaga
- Zwaginga
- Zwalua
- Zwama
- Zweistra
- Zwemstra
- Zwieringa
- Zwierstra
- Zwikstra
- Zylstra